# 拝廊

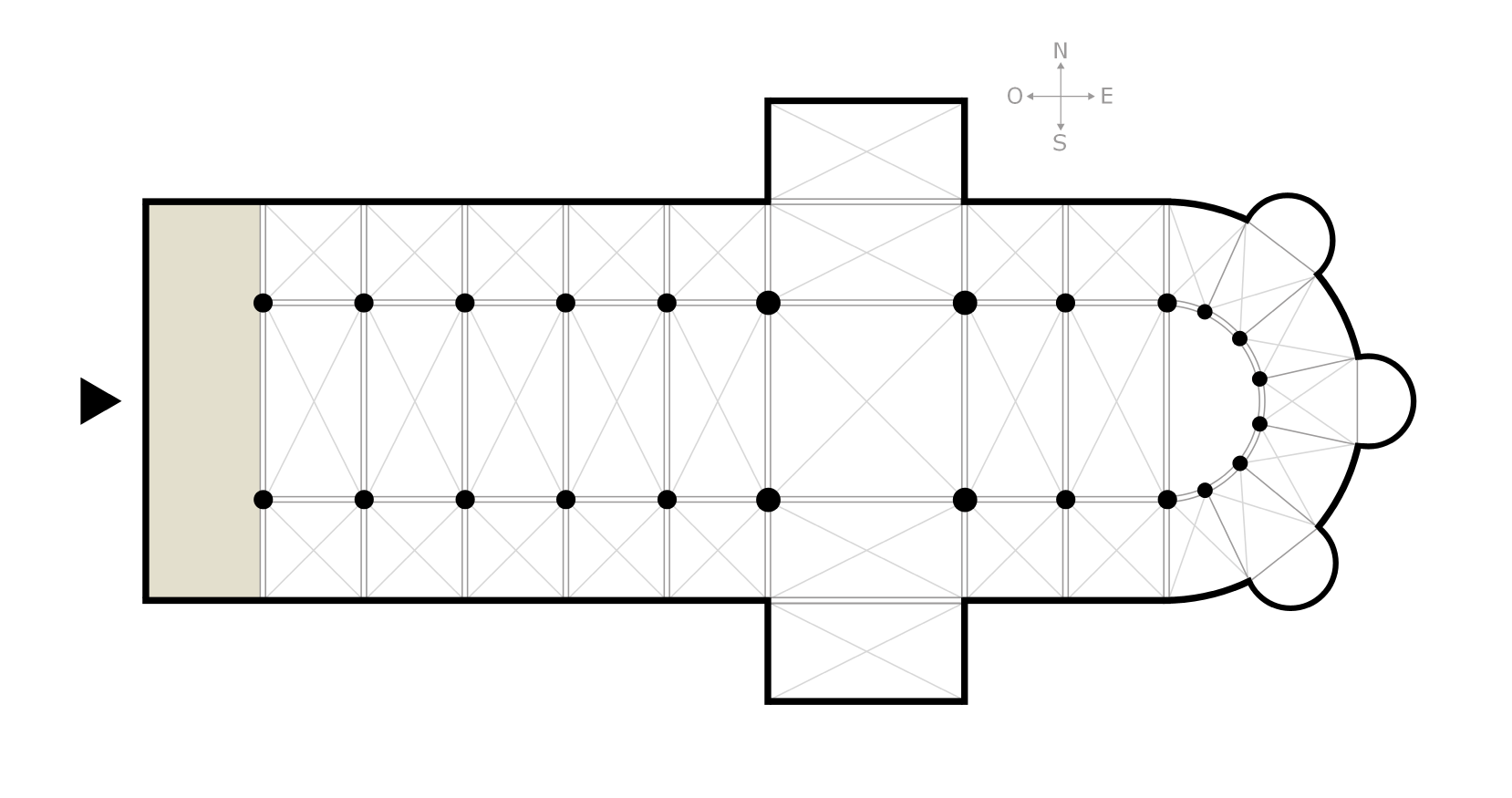
大聖堂平面図例より、着色部分が拝廊。

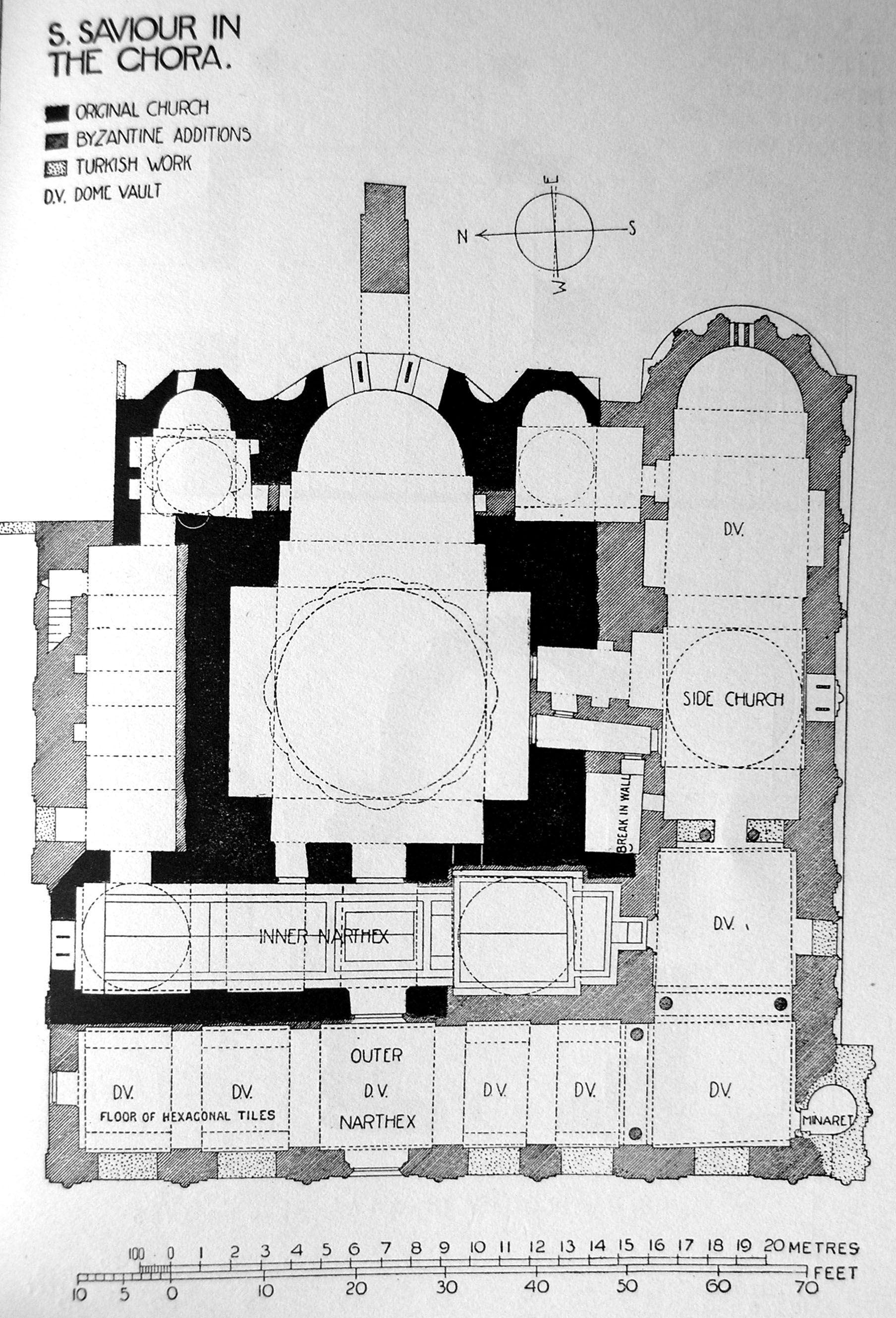
カーリエ博物館の平面図。内外の拝廊が確認できる。

拝廊（はいろう）は教会堂の入り口もしくはロビー部分にあたり、身廊の端、祭壇の反対側に位置する。
伝統的に、拝廊は教会堂の建物の一部であるが、教会固有の部分とは見なされなかった。
仕切りや手すりで身廊と区切られた屋内空間の場合と、ポーチのような外部構造の場合とがある。
拝廊は、通常の信徒団に未加入の人々（特に洗礼志願者や告解者）も、礼拝を聞いたり参加したりすることが許される場であった。
拝廊には聖水盤が置かれることが多く、子どもや大人が身廊に入る前にそこで洗礼を受けることができる。また信者が礼拝に集まった際には自分の洗礼を記憶することにもなる。
後の改革により、信徒団に正式加入していない人々を礼拝から除外する必要がなくなると、拝廊は典礼に不可欠のものではなくなった。
しかし教会建築は、身廊の入り口の前にひと部屋作る形式を維持し続けた。
この部屋は、それが建築学的にみて身廊の一部である場合は内玄関、異なった外部構造の場合には張り出し玄関と呼ぶこともできる。
たとえ誰もが身廊自体に入場できるようになっても、この部屋が教会への入り口となることから、現在もこの区域を拝廊と呼ぶことがある。

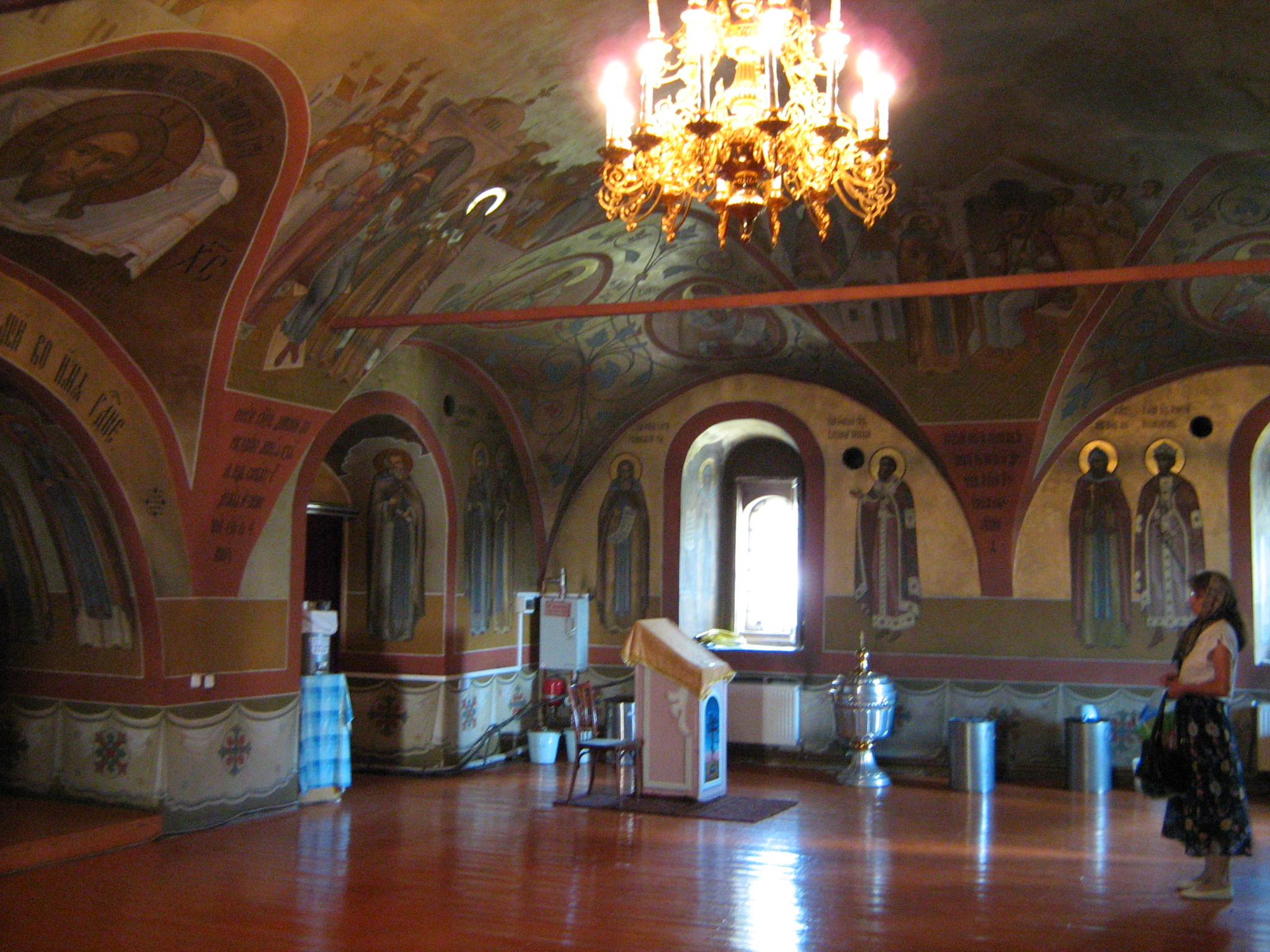
キエフ・ペチェールシク大修道院より昇天大聖堂の拝廊の例。中央には司祭が痛悔を聞くための台があり、その右手に銀の聖水盤と聖水を入れる器がある。

伝統的ビザンチン建築では、拝廊は2つの異なった構造に分けられる。
内部拝廊（esonarthex）は、外のポーチと教会の教会の主部の間で、身廊や側廊とは本来、壁やアーチ、柱廊や仕切りで区切られる。
また外部拝廊（exonarthex）は、教会の主要なファサードの外で、通常は柱やアーケードで囲まれたアトリウムや方形の中庭となっている。
外部拝廊は西端に開口している場合もあれば、外に通じるドアで閉じられている場合（例：カーリエ博物館)もある。
正教会の祝祭日には、拝廊を具えている聖堂においてはリティヤと呼ばれる奉神礼が行われる場となる。